# یوکتالی
یوکتالی (به لاتین: Yuktali) یک منطقهٔ مسکونی در روسیه است که در استان آمور واقع شده‌است.